# Cerion leucophaeum
Cerion leucophaeum är en svampart som först beskrevs av Speg., och fick sitt nu gällande namn av Dennis 1959. Cerion leucophaeum ingår i släktet Cerion och familjen Rhytismataceae.   Inga underarter finns listade i Catalogue of Life.